# Dendrobium putnamii
Dendrobium putnamii är en orkidéart som beskrevs av Alex Drum Hawkes och Alfonse Henry Heller. Dendrobium putnamii ingår i släktet Dendrobium, och familjen orkidéer.
Artens utbredningsområde är Papua Nya Guinea. Inga underarter finns listade i Catalogue of Life.